# Tupinamba

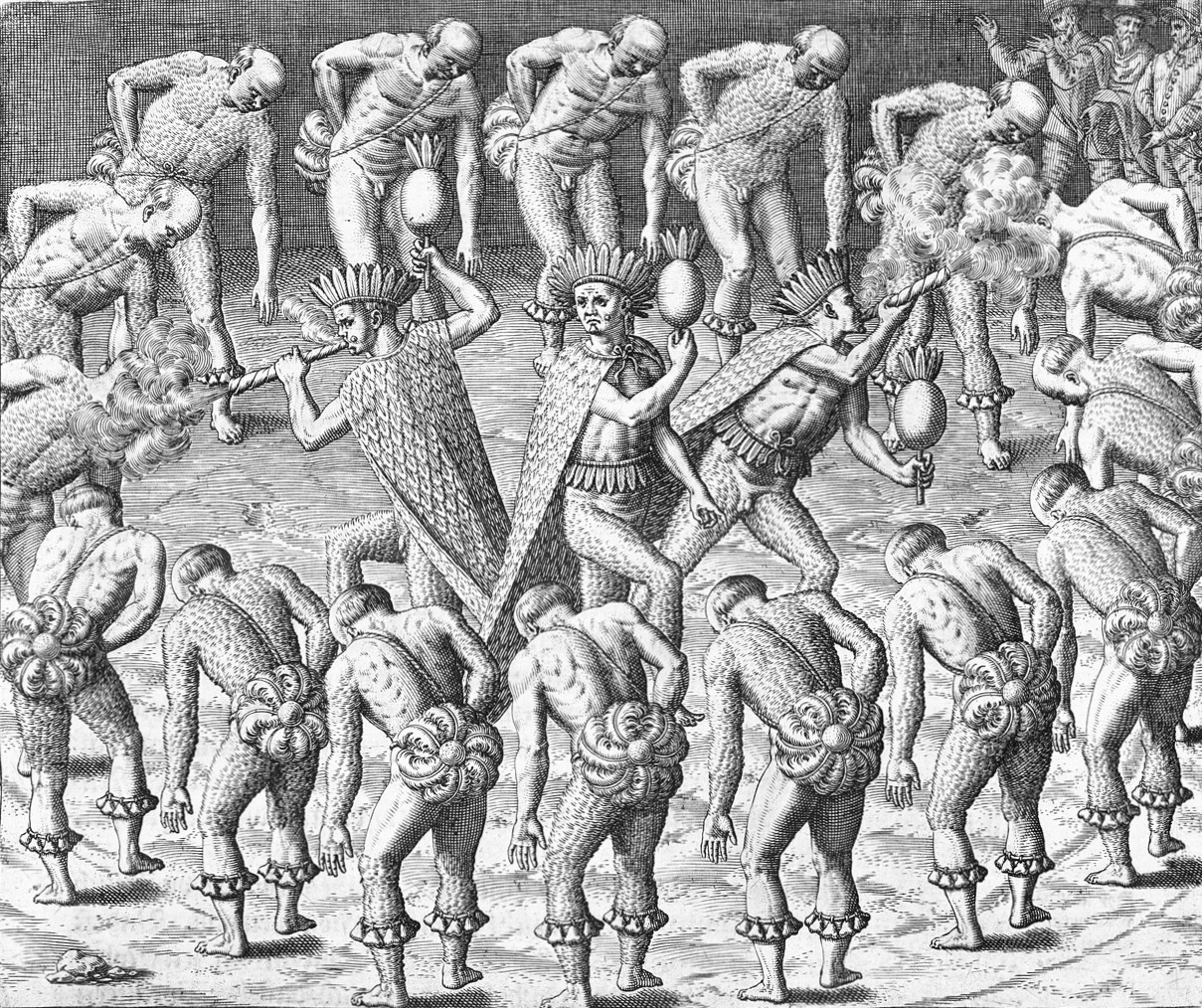
Les Tupinambas dans l'ouvrage de Hans Staden au XVIe siècle.

Les Tupinambas, francisé en Topinamboux ou Topinambous, sont des tribus guerrières d’Amazonie d'origine tupi, réputées autrefois pour leur cannibalisme.
L'étymologie remonte à « Tupi namba » qui signifie « les plus anciens », « le peuple ancestral » et renvoie au dieu suprême de la mythologie tupi-guarani Tupan, « Dieu le Père » (« tuv » père, « pãv » à tous), mythologie diffusée au moment de l'évangélisation du Brésil et du Paraguay par de grandes migrations animées par de puissants mouvements messianiques indigènes utilisant la langue tupinambá.
Pourchassés, les Tupinambas se sont dispersés dans tout le pays. Il resterait encore une cinquantaine de groupes isolés dans la forêt amazonienne. On dispose de plusieurs témoignages concordants, datant du XVIe siècle, sur ce peuple : Hans Staden, André Thevet, Jean de Léry, Yves d'Évreux, Claude d'Abbeville.

## Témoignages
- Hans Staden (1525-1576), marin allemand, vit neuf mois[5] au milieu de la tribu l'ayant fait prisonnier car il était soldat travaillant pour les Portugais, ennemis des Tupinambas. De retour en Europe, il écrit Nus, féroces et anthropophages (1557), récit de sa captivité[4]. Luis Alberto Pereira s'inspire de ce témoignage pour son film Hans Staden en 1999.
- André Thevet (1502-1590) est un moine catholique qui débarque avec Villegagnon dans ce qui sera plus tard la baie de Rio de Janeiro. Il décrit précisément les coutumes des Indiens Tupis, la faune et la flore dans son livre Les Singularitez de la France antarctique (1557).
- Jean de Léry (1536-1613), pasteur protestant, rejoint Villegagnon à la demande de Jean Calvin. Il écrit Histoire d'un voyage en 1578, un récit conçu pour démentir « les mensonges et les erreurs » de Thevet.
- Claude d'Abbeville, missionnaire capucin, est envoyé prêcher la foi catholique en France antarctique de 1612 à 1615. On lui doit Histoire de la mission des pères capucins en l’isle de Maragnan[6].
- Yves d'Évreux est envoyé à la suite de Claude d'Abbeville et rédige Suitte de l'histoire des choses plus memorables advenuës en Maragan, és annees 1613 & 1614.
- Michel de Montaigne (1533-1592), écrivain, philosophe, moraliste et homme politique français de la Renaissance, est l'auteur d’un livre qui influence toute la culture occidentale : les Essais. Sans jamais aller en Amérique il consacre à ce peuple un chapitre intitulé « Des cannibales ». Il y décrit les connaissances de l'époque selon les récits de voyages et son expérience, après sa rencontre, à Rouen, de trois chefs cannibales du Brésil.

Ces auteurs décrivent de manière semblable la vie de ces Indiens, qui cultivent principalement le manioc, et ne se combattent entre tribus que pour faire des prisonniers destinés à être mangés. Nelson Pereira dos Santos s'inspire de leurs récits pour son film Qu'il était bon mon petit Français en 1971.
Vers 1570, un groupe de Tupinambas est exhibé à Rouen devant le roi Louis XIII, cet épisode a donné le mot « topinambour » pour désigner le légume introduit d'Amérique du Nord bien que celui-ci ne provienne pas du Brésil.

## Ouvrages

### Livre d'André Thevet

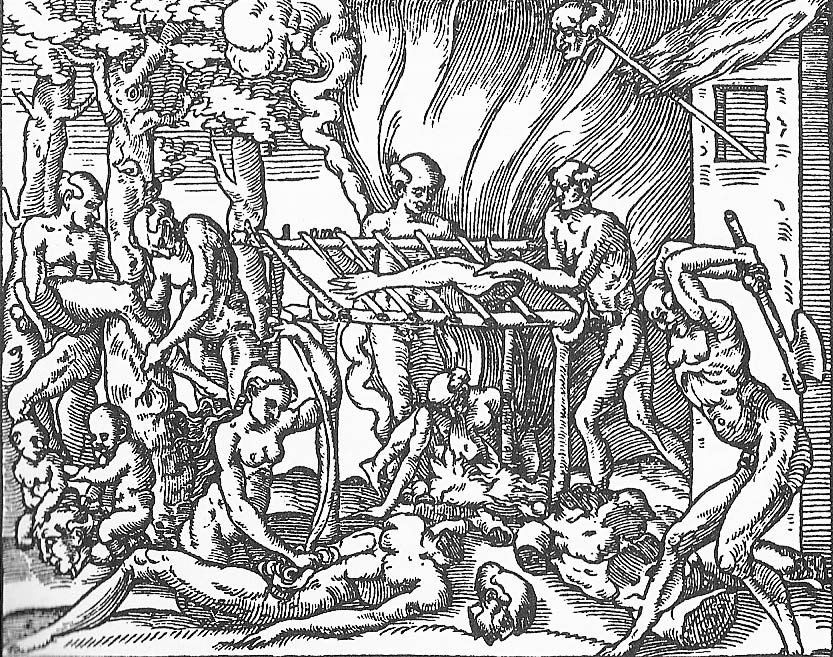
Équarrissage pour la préparation d'un rite anthropophage.

Accompagnant l'expédition de Villegagnon, André Thevet fait un séjour d'une dizaine de semaines chez les Indiens tupis. Il écoute les récits que lui font les « truchements » (signifiant « traducteurs »), Indiens qui parlent le français, ou marins naufragés recueillis par les Indiens et qui vivent avec eux et servent d’interprètes.
Il ramène des dessins des indigènes, mais aussi de la faune et de la flore, dessins dont le burin de Bernard de Poisleduc tire des bois gravés. Il note leurs coutumes et remèdes, tels que la préparation du cahouin, des cigares de pétun (ancien nom du tabac) ou les préparatifs de chasse. Il décrit aussi très précisément l'ananas, dont il ramène un dessin. Le regard qu'il porte sur ces "sauvages" est très condescendant et "colonialiste", regard fortement critiqué par Jean de Léry qui relève de nombreuses erreurs et jugements discriminatoires.

### Livre de Jean de Léry
Le livre de Jean de Léry, pasteur genevois (1534-1613), Histoire d'un voyage fait en la terre du Brésil (1578), est qualifié par Claude Lévi-Strauss de « chef-d'œuvre de la littérature ethnographique ». Ce Français d’origine partage au Brésil la vie des Tupinambas, Indiens nus et anthropophages, dont il décrit la vie avec une exactitude et un esprit d’observation qui forcent en effet, quelques siècles plus tard, l'admiration des ethnographes. Observateur, Léry est aussi juge et ne manque pas de faire quelques digressions contre « les rapineurs, portant le titre de Chrétiens, qui ne font ici que sucer le sang et la moelle des autres ».

« Au reste, parce que nos Tupinambas sont fort ébahis de voir les Français et autres des pays lointains prendre tant de peine d’aller quérir leur Arabotan, c'est-à-dire le bois de Brésil, il y eut une fois un vieillard d'entre eux, qui sur cela me fit telle demande : « Que veut dire que vous autres Mairs et Peros (c'est-à-dire Français et Portugais), veniez de si loin quérir du bois pour vous chauffer ? N’y en a-t-il point en votre pays ? » À quoi lui ayant répondu que oui, et en grande quantité, mais non pas de telles sortes que les leurs, ni même du bois de Brésil, lequel nous ne brûlions pas comme il pensait, mais (comme eux-mêmes en usaient pour rougir leurs cordons de coton, plumages et autres choses) que les nôtres l’emmenaient pour faire de la teinture, il me répliqua soudain : « Voire, mais vous en faut-il tant ? » « Oui, lui dis-je, car (en lui faisant trouver bon) y ayant tel marchand en notre pays qui a plus de frises et de draps rouges, voire (m'accommodant toujours à lui parler des choses qui lui étaient connues) de couteaux, ciseaux, miroirs et autres marchandises que vous n'en avez jamais vus par-deçà, un tel seul achètera tout le bois de Brésil dont plusieurs navires s’en retournent chargés de ton pays. » « Ha, ha, dit mon sauvage, tu me contes merveilles. » Puis ayant bien retenu ce que je lui venais de dire, m'interrogeant plus outre dit : « Mais cet homme tant riche dont tu me parles, ne meurt-il point ? » « Si fait, si fait, lui dis-je, aussi bien que les autres. » Sur quoi, comme ils sont aussi grands discoureurs, et poursuivent fort bien un propos jusqu’au bout, il me demanda derechef : « Et quand donc il est mort, à qui est tout le bien qu’il laisse ? » « À ses enfants, s'il en a, et à défaut à ses frères, sœurs, ou plus prochains parents. » « Vraiment, dit lors mon vieillard (lequel comme vous jugerez n'était nullement lourdaud), à cette heure connais-je que vous autres Mairs (c’est-à-dire Français) êtes de grands fols : car vous faut-il tant travailler à passer la mer (comme vous nous dites étant arrivés par-deçà), sur laquelle vous endurez tant de maux, pour amasser des richesses ou à vos enfants ou à ceux qui survivent après vous ? La terre qui vous a nourris n'est-elle pas aussi suffisante pour les nourrir ? Nous avons (ajouta-t-il) des parents et des enfants, lesquels, comme tu vois, nous aimons et chérissons : mais parce que nous nous assurons qu’après notre mort la terre qui nous a nourris les nourrira, sans nous en soucier plus avant, nous nous reposons sur cela ». »

### «Des cannibales» de Montaigne
« Des cannibales » est le chapitre 31 du premier livre des Essais de Montaigne. Deux événements marquent alors l'écrivain : les guerres de Religion en France et la découverte et l'exploration de l'Amérique.
Montaigne n’est jamais allé en Amérique mais il se nourrit des récits d’explorateurs. Il embauche un homme de l’expédition de Nicolas Durand de Villegagnon qui a « découvert » le Brésil en 1555 (« J'ai eu longtemps avec moi un homme qui était resté dix ou douze ans dans cet autre monde ») et qui raconte à Montaigne comment les choses sont dans la France antarctique. Il fait aussi la rencontre de trois chefs Tupinamba à Rouen, alors qu'ils venaient visiter le feu roi Charles IX (il narre cette rencontre dans les derniers paragraphes du chapitre).
Avec un titre volontairement accrocheur, il s’amuse à prendre le lecteur à contre-pied : au lieu du tableau attendu des horreurs des antipodes, il offre un éloge paradoxal et enflammé des cannibales du Brésil. Ces tribus, récemment mises à la mode par les récits des voyageurs, heurtaient de plein fouet les tabous de la société européenne : nudité intégrale, polygamie, anthropophagie.
Montaigne n’a que faire des légendes traditionnelles qui décrivaient ces peuples comme des races monstrueuses : il retient chez eux leur bravoure au combat, leur fierté face à la mort, leur saine mesure et leur proximité avec la nature. En jouant à déstabiliser les lecteurs, Montaigne pose la question de la définition de la barbarie et du sauvage. Le plus barbare n’est pas celui que l’on croit : les cruautés commises par les chrétiens lors des guerres de religion sont plus inexcusables que l’anthropophagie ritualisée des Indiens Tupinambas. Ce que l’on croyait intangible devient relatif : les lois, les dogmes, les coutumes sont désormais soumis au regard décentré du sauvage.
Ainsi Montaigne livre dans ce chapitre certains aspects choisis de la vie des Tupinambas : l’amour, la guerre, la religion, la poésie, etc. On apprend ainsi le lien fort de cette tribu avec la nature (« encore très voisines de leur état originel », « viri a diis recentes » [hommes sortant tout fraichement de la main des dieux]), que les maladies n'existent quasiment pas chez eux et qu'il est rare de voir une personne « courbée de vieillesse ». Ils ont une grande abondance de viande et de poissons mais se tiennent à une vie dans la mesure et la limite. Ils sont polygames et ont plusieurs femmes « en nombre d'autant plus grand qu'il jouissent d'une meilleure réputation de vaillance ». Le cannibalisme n'est pratiqué que sur les ennemis capturés et est un symbole de vengeance. Sur le plan religieux ils ont « je ne sais quels prêtres et prophètes qui se présentent bien rarement devant le peuple » mais s'ils échouent dans leurs divinations ils sont « hachés en mille morceaux […] et condamnés comme faux prophètes ».
Dans les derniers paragraphes du chapitre, Montaigne narre sa rencontre avec les trois chefs cannibales et on peut aussi apprendre leur regard sur les sociétés européennes du XVIe siècle « On leur fit voir nos manières, notre faste, l'aspect extérieur d'une belle ville. Après cela quelqu'un leur demanda ce qu'ils en pensaient ». Montaigne se souvient de deux remarques de leur part : « Ils dirent qu'ils trouvaient en premier lieu fort étrange que tant d'hommes grands, portant barbe, forts et armés, qui étaient autour du roi, consentissent à obéir à un enfant et qu'on ne choisît pas plutôt l'un d'entre eux pour commander » (le roi Charles IX était encore enfant à l'époque), « secondement qu'ils avaient remarqué qu'il y avait parmi nous des hommes remplis et gorgés de toutes sortes de bonnes choses [riches] et que leur moitié [les autres personnes de la ville] étaient mendiants à leurs portes décharnés par la faim et la pauvreté (...) ; et que ces moitiés si nécessiteuses, pussent supporter une telle injustice sans prendre les autres à la gorge ou mettre le feu à leur maison. » (Paroles rappelant avec force le Discours de la servitude volontaire d'Étienne de La Boétie.)

### Hélène Clastres et le cannibalisme des beaux-frères
Hélène Clastres, ethnologue, a fait une synthèse des nombreux témoignages recueillis au fil des siècles sur le cannibalisme des Tupinambas. En rappelant que les Tupinambas mangeaient le jour même les adversaires tués sur le champ de bataille, elle montre comment était différent le sort des ennemis capturés.
Le prisonnier était tout d'abord convié sur la sépulture d'un parent de son « propriétaire » pour un rite funéraire consistant à la « renouveler ». Puis, d'abord raillé par les femmes, il était ensuite reçu en qualité d'égal par les hommes du village qui prononçaient devant lui la décision de le manger au titre de vengeance d'événements précédents, et détaillaient les destinataires de l'attribution de chacune des parties de son corps. Il recevait ensuite une épouse, rôle jugé honorifique, (vocabulaire discutable) et était presque intégré à la vie du village où il circulait librement, pour une période variable allant de quelques jours à plus d'une dizaine d'années.
Cette vie pouvait être entrecoupée de moments où son statut d'ennemi était rappelé, puis, plus tard, avait lieu le rite de cannibalisme s'étalant sur plusieurs jours, après un simulacre de capture.
Si d'aventure le prisonnier venait à mourir avant l'inauguration de la cérémonie de cannibalisme, il n'était pas mangé. S'il avait eu des enfants pendant sa semi-captivité, ceux-ci étaient mangés aussi, avant leur père ou au plus tard le même jour. Le villageois qui portait le coup final devait jeûner, et était le seul à ne pas participer au festin. Le prisonnier acceptait son statut de future victime, étant entendu que son clan le vengerait à son tour.